# Auguste Dubail
Augustin Yvon Edmond Dubail (ur. 15 kwietnia 1851 w Belfort, zm. 7 stycznia 1934 w Paryżu) – francuski generał.

## Życiorys
Podczas drugiego kryzysu marokańskiego z ramienia francuskiego Sztabu Generalnego uczestniczył w uzgadnianiu planów współdziałania francusko-brytyjskiego w razie wojny.
Uczestnik I wojny światowej, dowódca 1. Armii francuskiej. W 1914 uczestnik ofensywy francuskiej w Alzacji, podczas której jego wojska na krótko 8 sierpnia zajęły Mulhouse. W 1915 roku mianowany na dowódcę Grupy Armii Wschód w okolicach Belfort i Verdun. W 1916 brał udział w bitwie pod Verdun. Z powodu ogromnych strat francuskich w marcu 1916 zdymisjonowany. W latach 1916–1918 wojskowy gubernator Paryża. Po wojnie wycofał się z życia publicznego.
W 1921 otrzymał Krzyż Srebrny Orderu Wojskowego Virtuti Militari nr 6046.